# Gerardo Pelusso
Gerardo Pelusso, vollständiger Name: Gerardo Pelusso Boyrie, (* 25. Februar 1954 in Florida) ist ein uruguayischer Fußballtrainer und ehemaliger -spieler.

## Spielerlaufbahn

### Verein
Erster Verein in Pelussos Karriere war von 1970 bis 1971 Nacional Montevideo. Von dort wechselte er innerhalb der Stadt zum Colón FC, wo er von 1972 bis 1973 spielte. Es schloss sich eine weitere Station in der uruguayischen Hauptstadt an, als er 1975 für Liverpool Montevideo auflief. Danach verließ er jedoch seine in jener Zeit von einer zivil-militärischen Diktatur bestimmte Heimat und ging ins Ausland. Über Mexiko, wo er von 1976 bis 1977 für Atlético Potosino spielte, führte ihn sein Weg nach Ecuador. Hier war er nacheinander für die Vereine Deportivo Quito (1978), LDU Quito (1979–1980) und Emelec (1981–1982) tätig.

### Nationalmannschaft
Von 1975 bis 1976 gehörte Pelusso dem Kader der A-Nationalmannschaft Uruguays an.

## Trainerlaufbahn

### Ausbildung
Nach seiner Spielerkarriere wechselte er ins Trainerfach. Dazu besuchte er zunächst 1982 einen Trainerausbildungskurs im ecuadorianischen Quito. Es folgten weitere Lehrgänge in den Jahren 1984 (Gemeinschaftskurs des Olympischen Komitees und der FIFA) in Guayaquil und 1986 (Lehrgang des Uruguayischen Olympischen Komitees) in Durazno. Am 8. Juli 1992 beendete er erfolgreich die Trainerausbildung am Instituto Superior de Educación Física del Uruguay. Im selben Jahr belegte er auch einen im brasilianischen San Pablo abgehaltenen Kurs mit den Inhalten Taktik und Strategie. 1995 folgte der Besuch eines weiteren, von Miljan Miljanic in Montevideo für 20 hochqualifizierte Trainer geleiteten und von der FIFA gemeinsam mit dem Olympischen Komitee ausgerichteten Lehrgangs in Montevideo. 1996 wurde sein Trainertitel auch seitens der Comisión Técnica Nacional in Santiago anerkannt.

### Stationen
Seine praktische Trainertätigkeit begann er dort, wo er seine Karriere als Spieler beendet hatte: beim ecuadorianischen Klub Emelec. Ab 1985 wirkte er drei Jahre lang unterklassig in seiner Geburtsstadt bei Club Atlético. Von 1988 bis 1990 trainierte er die Departamento-Auswahl Floridas und holte den nationalen Meistertitel. 1991 war er Trainer von Liverpool Montevideo. 1992, in Diensten des Club Atlético Quilmes, holte der die Meisterschaft auf departamentaler Ebene. Ab 1993 hatte er dann ein bis 1995 währendes Trainer-Engagement bei Cerro im uruguayischen Profifußball. Dort gelang ihm 1994 mit seinen Spielern der Gewinn der uruguayischen Vizemeisterschaft. Zudem spielte er mit Cerro die Copa Libertadores Saison 1995. Anschließend führte ihn sein Weg nach Chile zum Club Deportes Iquique, bei dem er von 1996 bis 1997 die Trainerposition bekleidete. 1998 trainierte er ebenfalls in Chile den Verein Everton de Viña del Mar. Zurückgekehrt nach Uruguay, wurde er im Folgejahr mit dem Frontera Rivera F.C. sogenannter Campeón del Interior. 2000 stand er als Trainer bei Racing Club de Montevideo unter Vertrag. Von 2001 bis 2002 übernahm er die Trainerstelle bei SD Aucas in Ecuador und nahm an der Copa Merconorte teil. Nach einer weiteren Zwischenstation im Jahre 2003 bei Cerro, führte er 2004 den Danubio FC zu dessen zweitem uruguayischen Meistertitel der Vereinsgeschichte und gewann zudem unbesiegt das Torneo Clasificatorio und das Torneo Apertura jenes Jahres. Bei Danubio verblieb er bis 2005. Ab 2006 stand er in Diensten des peruanischen Klubs Alianza Lima. Dort fügte er sowohl die Meisterschaft der Apertura 2006 als auch den Gesamt-Meistertitel 2006 seiner Erfolgsstatistik hinzu. Bei Nacional Montevideo, wo er in den folgenden drei Jahren das Traineramt innehatte, absolvierte er eine außerordentlich erfolgreiche Zeit. Er gewann das Torneo Apertura 2009 und wurde mit dem Verein in der Saison 2008/09 uruguayischer Meister. Zudem siegten die Montevideaner 2009 unter seiner Regie auch bei der Copa Ricard, der Copa Suat und wurden Meister der Liguilla Pre-Libertadores. Die Copa Libertadores 2009 beendete man als Vierter. Damit war Nacional auf internationaler Ebene so gut platziert wie zuvor seit 20 Jahren nicht mehr. Seine Zeit bei Nacional endete nach zuvor auf der Führungsebene des Klubs durchgeführter geheimer Abstimmung Anfang August 2009. Noch im selben Jahr übernahm er eine bis 2010 währende Tätigkeit bei CF Universidad de Chile. Dort erzielte er mit dem Erreichen des Halbfinales der Copa Libertadores 2010 das bislang beste Ergebnis der Vereinsgeschichte in diesem Turnier. Seit dem 20. Juni 2011 trainierte er den paraguayischen Verein Club Olimpia. Hier standen ihm als Co-Trainer die beiden ehemaligen uruguayischen Spieler José Mauricio Larriera Dibarboure und Javier Carballo Díaz zur Seite. Im Jahr 2011 gewann er mit seinem Team das Torneo Clausura und somit die paraguayische Meisterschaft. Im Juli 2012 wurde er Nationaltrainer Paraguays. Nach der 1:2-Niederlage gegen Chile in der Qualifikation zur WM 2014 am 7. Juni 2013 trat Pelusso von seinem Amt zurück. Am 16. Dezember 2013 wurde bekannt gegeben, dass er Rodolfo Arruabarrena im Traineramt bei Nacional Montevideo nachfolgt. Bereits am 28. April 2014 endete diese zweite Phase Pelussos bei Nacional. Nach einer 0:5-Niederlage im Clásico gegen den Rivalen Peñarol bot er seinen Rücktritt an, den die Vereinsverantwortlichen akzeptierten. Nachfolger wurde Interimstrainer Álvaro Gutiérrez.
Ende Mai 2015 übernahm er in Nachfolge des Argentiniers Gustavo Costas das Traineramt bei Independiente Santa Fe in Kolumbien. Sein Trainerteam bestand aus Javier Carvallo und Pablo Peirano.

## Erfolge
- Paraguayischer Meister 2011 (Torneo Clausura)
- 2× Uruguayischer Meister (2004 und 2008/09)
- Peruanischer Meister 2006

## Privates
Pelusso, der neben Spanisch auch Portugiesisch spricht und seine Schulausbildung mit dem Bachillerato comunicaciones abschloss, war verheiratet, ist jedoch geschieden.